# Avatha heterographa
Avatha heterographa là một loài bướm đêm trong họ Erebidae.